# Очищенная вода
Очищенная вода — вода, прошедшая процедуру очистки от загрязнений для дальнейшего её использования для питья или в промышленных целях. Ранее наиболее часто встречающейся формой очищенной воды являлась дистиллированная вода, но в настоящий момент всё большее распространение получает вода, очищенная с помощью других принципов: ёмкостной ионизации, обратного осмоса, углеродной фильтрации, микрофильтрации, ультрафильтрации, ультрафиолетового окисления, электроионизации. Комбинация нескольких методов очистки используется для получения сверхчистой воды, содержание примесей в которой измеряется частями на миллион (англ. parts per million, ppm) или частями на миллиард (англ. parts per billion, ppb). Очищенная вода используется в медицине, науке, промышленности. В зависимости от задач приготавливается вода разной степени очистки.

## Классификация
Допустимое содержание примесей зависит от применяемого стандарта и типа очищенной воды.
| Примесь                | Параметр                                                | ISO 3696 (1987) | ISO 3696 (1987) | ISO 3696 (1987) | ASTM (D1193 — 06(2018)) | ASTM (D1193 — 06(2018)) | ASTM (D1193 — 06(2018)) | ASTM (D1193 — 06(2018)) | NCCLS (1988) | NCCLS (1988) | NCCLS (1988) | Pharmacopoeia | Pharmacopoeia |
| Примесь                | Параметр                                                | Grade 1         | Grade 2         | Grade 3         | Type I*                 | Type II**               | Type III***             | Type IV****             | Type I       | Type II      | Type III     | EP (20 °C)    | USP           |
| ---------------------- | ------------------------------------------------------- | --------------- | --------------- | --------------- | ----------------------- | ----------------------- | ----------------------- | ----------------------- | ------------ | ------------ | ------------ | ------------- | ------------- |
| Ионы                   | Удельное электрическое сопротивление при 25 °C [МОм·см] | >10             | >1              | >0.2            | >18                     | >1.0                    | >4.0                    | >0.2                    | >10          | >1           | >0.1         | >0.23         | >0.77         |
| Ионы                   | Удельная электропроводность при 25 °C [мкСм·см−1]       | <0.1            | <1.0            | <5.0            | <0.0555                 | <1.0                    | <0.25                   | <5.0                    | <0.1         | <1           | <10          | <4.3          | <1.3          |
| Кислотность/Щёлочность | pH при 25 °C                                            | -               | -               | 5.0-7.5         | -                       | -                       | -                       | 5.0-8.0                 | -            | -            | 5.0-8.0      | -             | -             |
| Органика               | Общий органический углерод (мкг/л)                      | -               | -               | -               | <50                     | <50                     | <200                    | -                       | <50          | <200         | <1000        | <500          | <500          |
| Твёрдая фаза           | мг/кг                                                   | -               | <1              | <2              | -                       | -                       | -                       | -                       | <0.1         | <1           | <5           | -             | -             |
| Коллоиды               | Диоксид кремния [мкг/мл]                                | <10             | <20             | -               | <3                      | <3                      | <500                    | -                       | <0.05        | <0.1         | <1           | -             | -             |
| Бактерии               | CFU/мл                                                  | -               | -               | -               | -                       | -                       | -                       | -                       | <10          | <1000        | -            | <100          | <100          |

*Вода типа I приготавливается дистилляцией или другими идентичными процессами, с последующей доочисткой фильтрами смешанного действия из ионообменных материалов и мембранным фильтром 0.2 мкм. Вода, поступающая на этап финальной доочистки, должна иметь удельную электрическую проводимость не более 20 мкСм/см при 298 К (25 °C).

**Вода типа II приготавливается дистилляцией с использованием перегонного аппарата, предназначенного для производства воды с удельной электрической проводимостью менее 1.0 мкСм/см при 298 К (25 °C). Ионный обмен, обратный осмос и органическая адсорбция могут потребовать в дополнение к дистилляции, если требуемая чистота не может быть получена с помощью одной только дистилляции.

***Вода типа III приготавливается дистилляцией, ионным обменом, непрерывной электродеионизацией, обратным осмосом или комбинацией этих методов, с последующей доочисткой мембранным фильтром 0.45 мкм.

****Вода типа IV приготавливается дистилляцией, ионным обменом, непрерывной электродеионизацией, обратным осмосом, электродиализом или комбинацией этих методов.
В фармацевтике и медицине применяется следующие типы воды (фармакопейные статьи указаны для нефасованной воды):
- Вода очищенная (лат. Aqua purificata) нормируется фармакопейной статьёй ФС.2.2.0020.15 (ГФ XIII издания), применяется для производства и растворения лекарственных средств, производства воды для инъекций и проведения испытаний лекарственных средств.
- Вода для инъекций (лат. Aqua pro injectionibus) нормируется фармакопейной статьёй ФС.2.2.0019.15 (ГФ XIII издания), отличается от очищенной воды более строгими требованиями к электропроводности, а также стерильностью и апирогенностью.